# 文化功勞者
文化功勞者，是在日本對於文化的發展提昇有顯著功績的人，根據文化功勞者年金法（昭和26年法律第125號）所制定。其人數比文化勳章獲得者更多，是僅次於文化勳章的榮譽。除了已故人物，文化勳章的獲得者皆從文化功勞者中挑選。

## 選拔標準
文部科學大臣主持選拔人選的文化審議會，初選之後，再由文部科學大臣決定（根據文化功勞者法第2條）哪些人是文化功勞者。根據該法第3條，文化功勞者終身享有政令規定的年金（年額350萬日元·2009年度預算計約8億日元）。
國籍不是選拔的必要條件，截至2014年底，共有4人為外國國籍：1978年的南部陽一郎（物理學家）、1999年的马里乌斯·B·詹森（日本研究家）、2002年唐納德·基恩（Donald Keene，日本文學家。）、2010年的王貞治（棒球教練、選手）。其中的南部陽一郎、唐納德·基恩也獲得了文化勳章。
進入平成年間，選拔的對象顯著擴大，一些在將棋、美術印刷設計、圍棋、棒球、漫畫、足球、動畫、相撲等美術與體育領域有傑出表現的人，也被選為文化功勞者。
與文化勳章的慣例相同，日本人諾貝爾獎得主若未曾獲選，獲得諾貝爾獎之後就會被選為文化功勞者，授予文化勳章。

## 年金·褒獎金
日本國憲法第14條規定「榮譽、勳章及其他的榮典的授予，不伴隨任何的特權」，因此文化勳章獲得者無法獲得年金、褒獎金。由於這個緣故，1951年（昭和26年）設置了文化功勞者制度，使之具有「文化勳章年金」的實際功能。
由於在實務上，文化勳章的人選完全對照文化功勞者，因此部份學者認為有違憲之虞。
年金支付的根據是文化功勞者年金法施行令（昭和26年政令第147號）的規定，目前的金額根據1982年的規定，一年350萬日圓。

## 部份獲獎者
- 淺島誠[1]
- 小泽征尔[1]
- 一柳慧[1]
- 西田龙雄[1]
- 野村萬齋，狂言演員.[1]
- 志贺直哉（1951）[2]
- 汤川秀树（1951）[2]
- 利根川進（1983）[3]
- 司马辽太郎（1991）[4]
- 山田五十鈴（1993）
- 森光子（1998）
- 中西香爾（1999）
- 安岡章太郎（2001）[5]
- 唐纳德·基恩（2002）[1]
- 高仓健（2006）
- 仲代達矢（2007）
- 淺島誠（2008）
- 大鵬幸喜（2009）, 相撲[6]
- 吉永小百合（2010）
- 宫崎骏（2012）
- 安野光雅（2012）
- 野村萬作（2015）
- 岡崎恆子（2015）
- 伊东丰雄（2018）
- 宫本茂（2019）
- 椙山浩一（2020）[7]